# 프리드리히 호스바흐
프리드리히 호스바흐(Friedrich Hossbach, 1894년 ~ 1980년)는 독일의 군인이다.
1934년부터 1938년까지 참모부에서 히틀러의 부관으로 재직했으며, 호스바흐 메모를 남겼다.